# Kölsa
Kölsa ist ein Ortsteil der Stadt Falkenberg/Elster im südbrandenburgischen Landkreis Elbe-Elster und befindet sich etwa einen Kilometer südwestlich der Kernstadt. Zum Ortsteil gehören die beiden auseinander liegenden Ortslagen „Kölsa“ und „Kölsa-Siedlung“.

## Geschichte

Kölsa auf einer geschichtlichen Karte des Kreises Liebenwerda (1910).

### Ortsgeschichte
Kölsa wurde erstmals 1251 als „Colsowe“ urkundlich erwähnt. Es wird aber vermutet, dass der Ort noch einige Jahre älter ist.
Das Dorf verfügte mit etwa 100 Hektar über einen umfangreichen Waldbesitz, was ihm etwas Wohlstand brachte. Der Überlieferung nach soll ein Großteil der Flächen auf einer Schenkung des Adligen Nikolaus von Udell beruhen. Dieser soll außerdem den Bau der Kölsaer Dorfkirche mit finanziert haben, so dass seither bis in die Gegenwart alljährlich im Dorf die sogenannte „Nikolauskirmes“ am 6. und 7. Dezember gefeiert wird. Bereits 1670 wurde den Dorfbewohnern vom Amt Liebenwerda genehmigt, dieses Fest zu begehen.
In Kölsa lebten 1589 dreiundzwanzig besessene Mann, die alle dem kursächsischen Amt Liebenwerda zinsbar waren. Das Dorf verfügte über einen eigenen Dingstuhl und ein Erbgericht als Lehngut.
1994 wurden 80 Hektar Wald, welcher 1952 in Volkseigentum übergegangen war, an die Gemeinde zurückgegeben.
Die Eingliederung in die Stadt Falkenberg/Elster erfolgte gemeinsam mit Beyern, Rehfeld, Großrössen und Kleinrössen am 31. Dezember 2001.

### Einwohnerentwicklung
| 1875 | 300 |  | 1946 | 946 |  | 1989 | 883 |  | 1995 | 863 |
| 1890 | 400 |  | 1950 | 926 |  | 1990 | 876 |  | 1996 | 848 |
| 1910 | 500 |  | 1964 | 720 |  | 1991 | 855 |  | 1997 | 802 |
| 1925 | 701 |  | 1971 | 801 |  | 1992 | 850 |  | 1998 | 770 |
| 1933 | 692 |  | 1981 | 929 |  | 1993 | 855 |  | 1999 | 752 |
| 1939 | 668 |  | 1985 | 939 |  | 1994 | 855 |  | 2000 | 735 |

## Kultur und Sehenswürdigkeiten

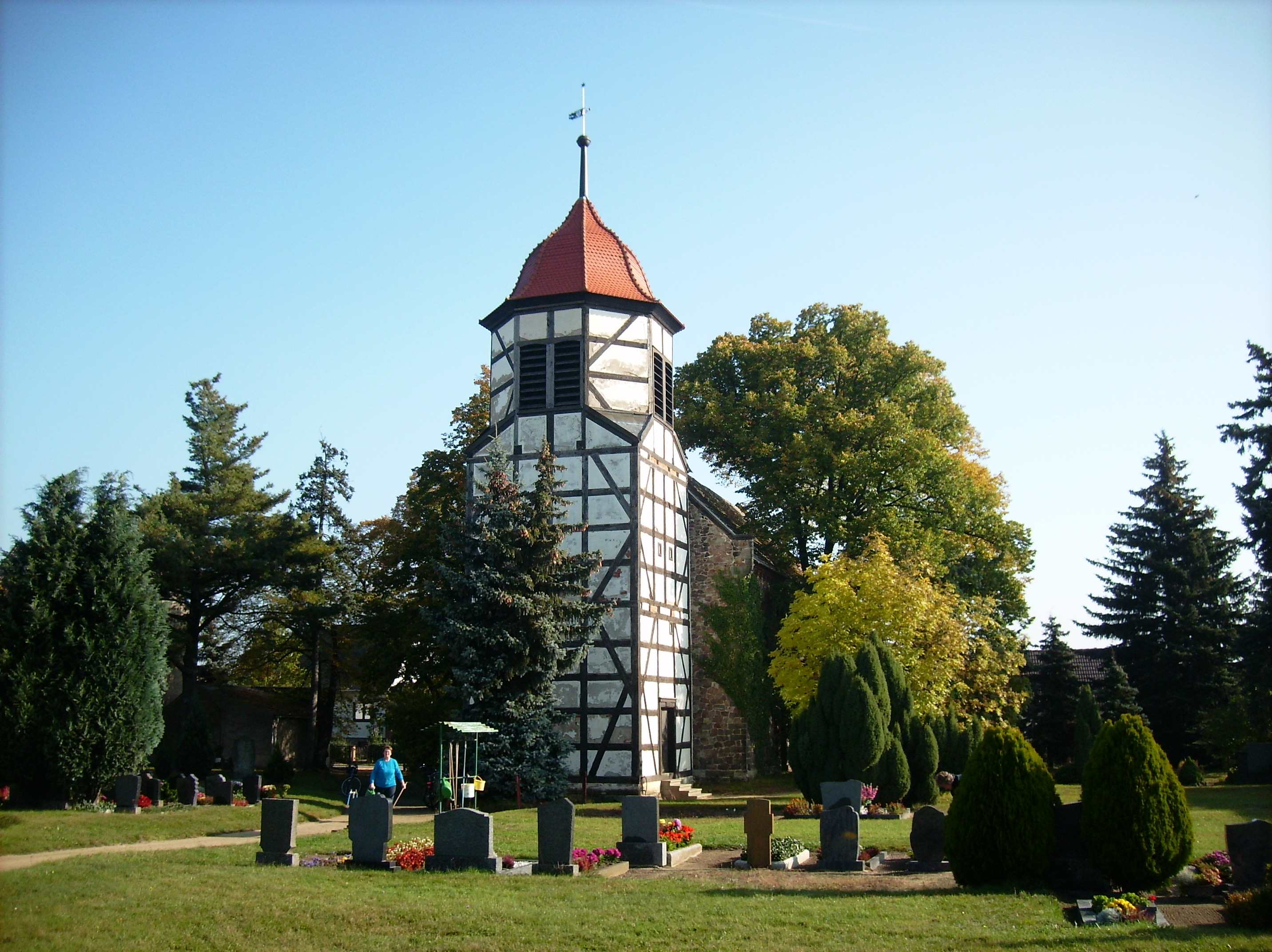
Dorfkirche Kölsa (Falkenberg/Elster)

### Sehenswürdigkeiten
Die Kölsaer Dorfkirche entstand in der Mitte des 19. Jahrhunderts. Sie ist mit einem Friedhof in der Ortsmitte zu finden. Die Kirche wird baulich dem Rundbogenstil der Berliner Schule zugeordnet. Ein bemerkenswertes Ausstattungsstück der Kirche ist eine zur Taufe umgearbeitete mittelalterliche Glocke.
Das Bauwerk befindet sich heute auf der Denkmalliste des Landes Brandenburg.

### Vereinsleben und regelmäßige Veranstaltungen
Alljährlich findet im Dezember in Kölsa die „Nikolauskirmes“ statt. Außerdem wird jedes Jahr am 2. Augustwochenende im Ortsteil das Feuerwehr-, Biker- und Dorffest gefeiert.
Aktive Vereine sind im Ort unter anderem der „Feuerwehr- und Kulturverein“, der „Reit- und Fahrverein“, die „Kölsaer Biker“, der Schützenverein, die örtliche Seniorengruppe sowie die „Kölsaer Landfrauen“.
Im Ort befinden sich ein Sportplatz sowie ein Schießstand mit vier 100-Meter-Bahnen und fünf 25-Meter-Bahnen.

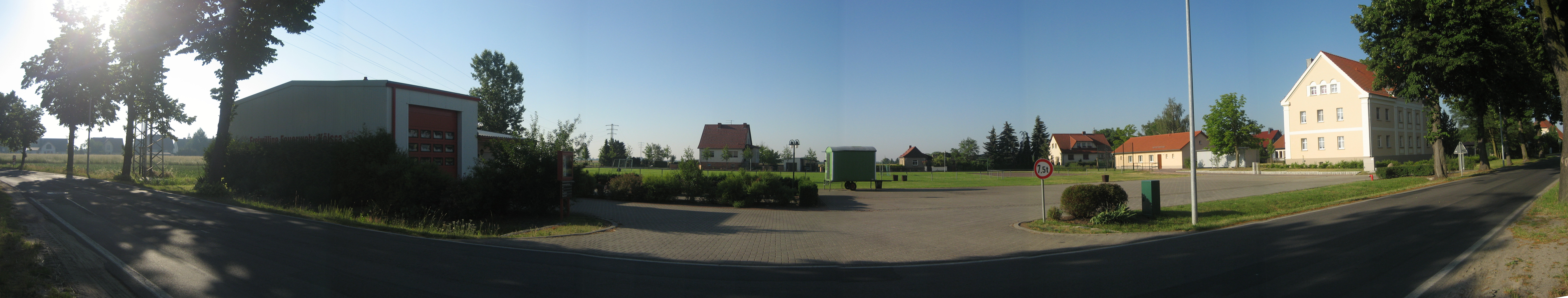
Kölsaer Sportplatz

## Persönlichkeiten
- Albin Pötzsch (1935–2019), Schachjournalist
- Wilfried Schrey (* 1944), ehemaliger Landrat und derzeit Abgeordneter des Brandenburgischen Landtags (CDU)

## Verkehr
Durch Kölsa verläuft die Bahnstrecke Halle–Cottbus zwischen Falkenberg/Elster und Rehfeld (b Falkenberg/Elster).